# St. Marien (Bergisch Gladbach)

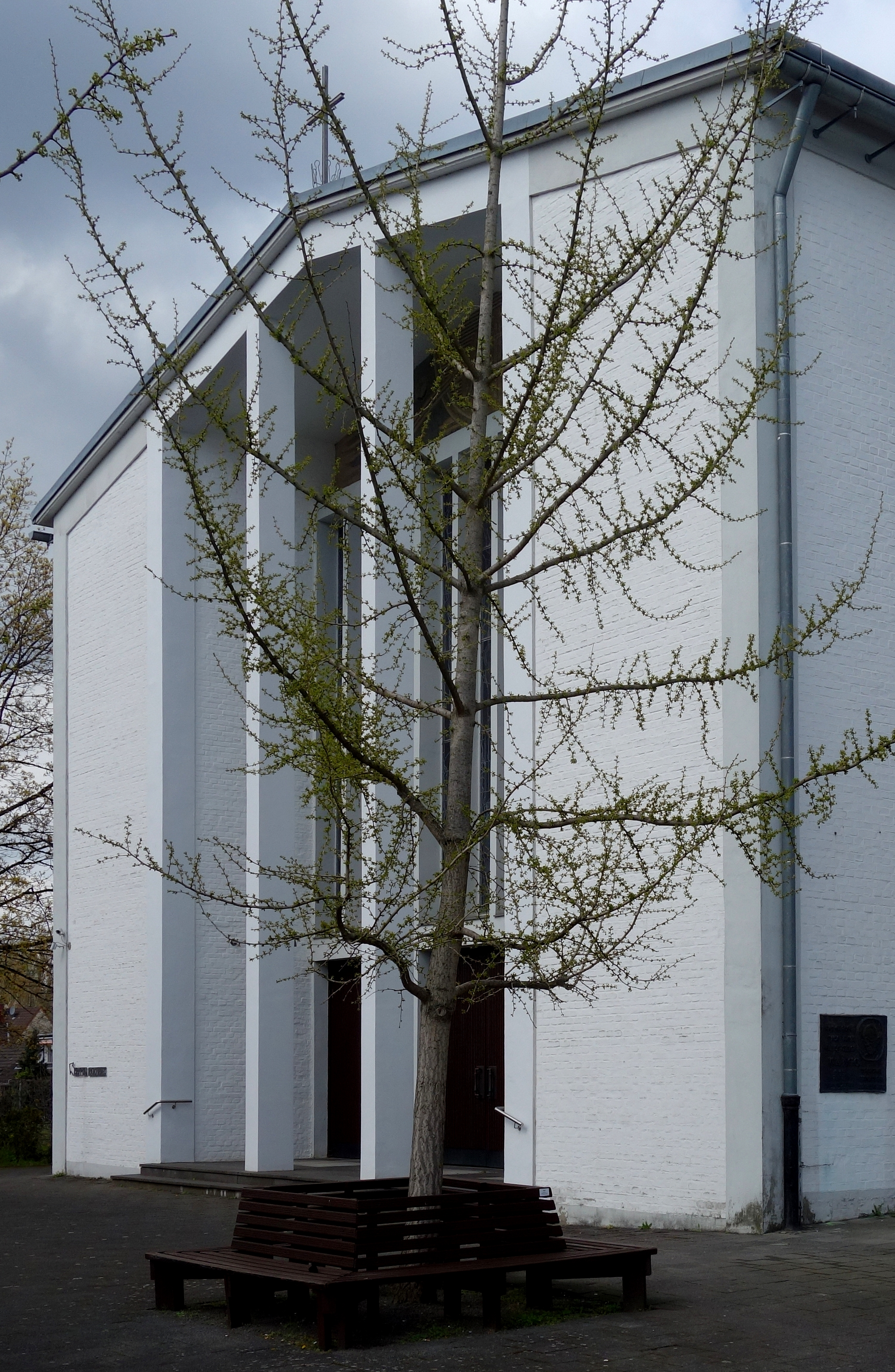
St. Marien

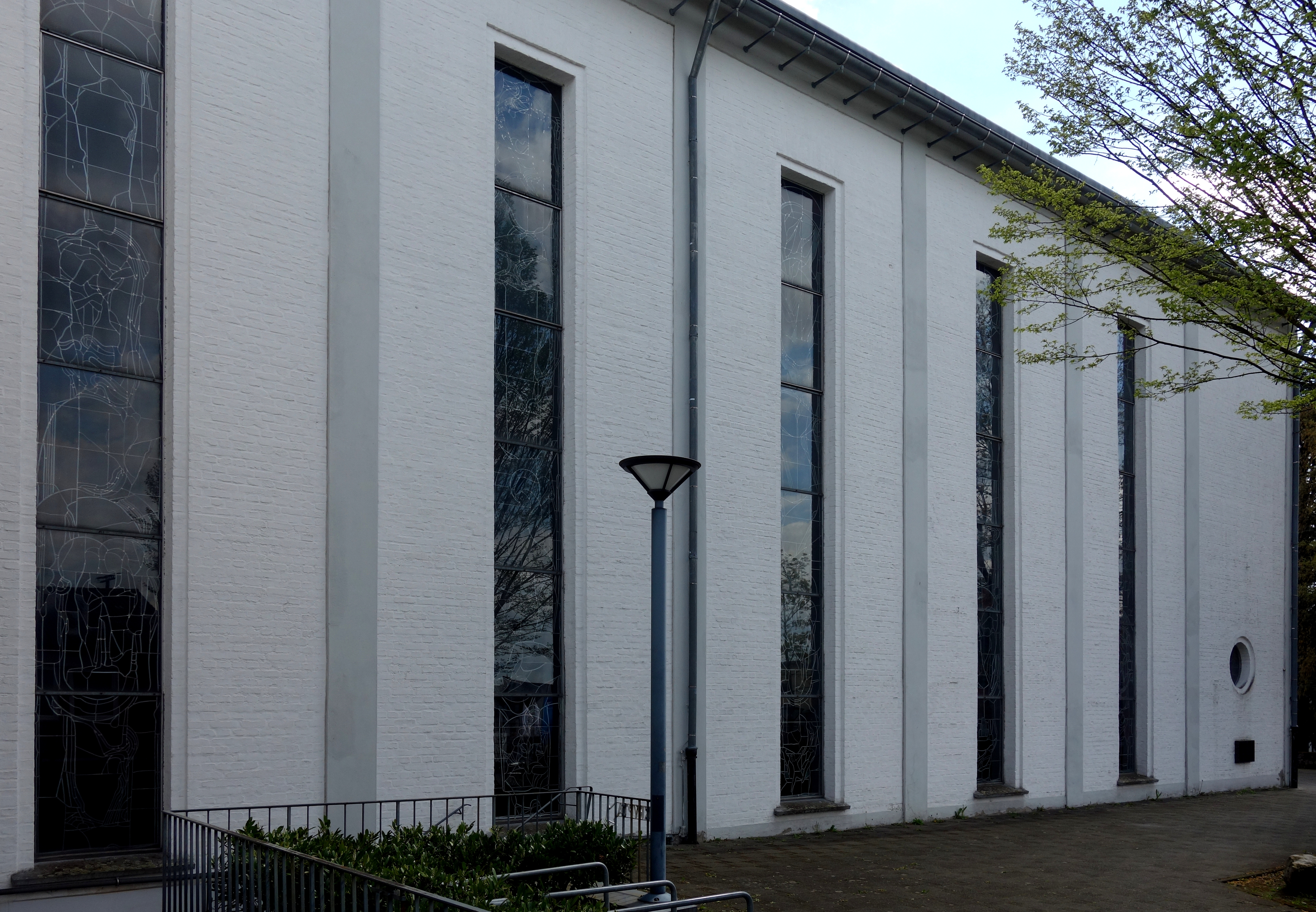
Seitenansicht

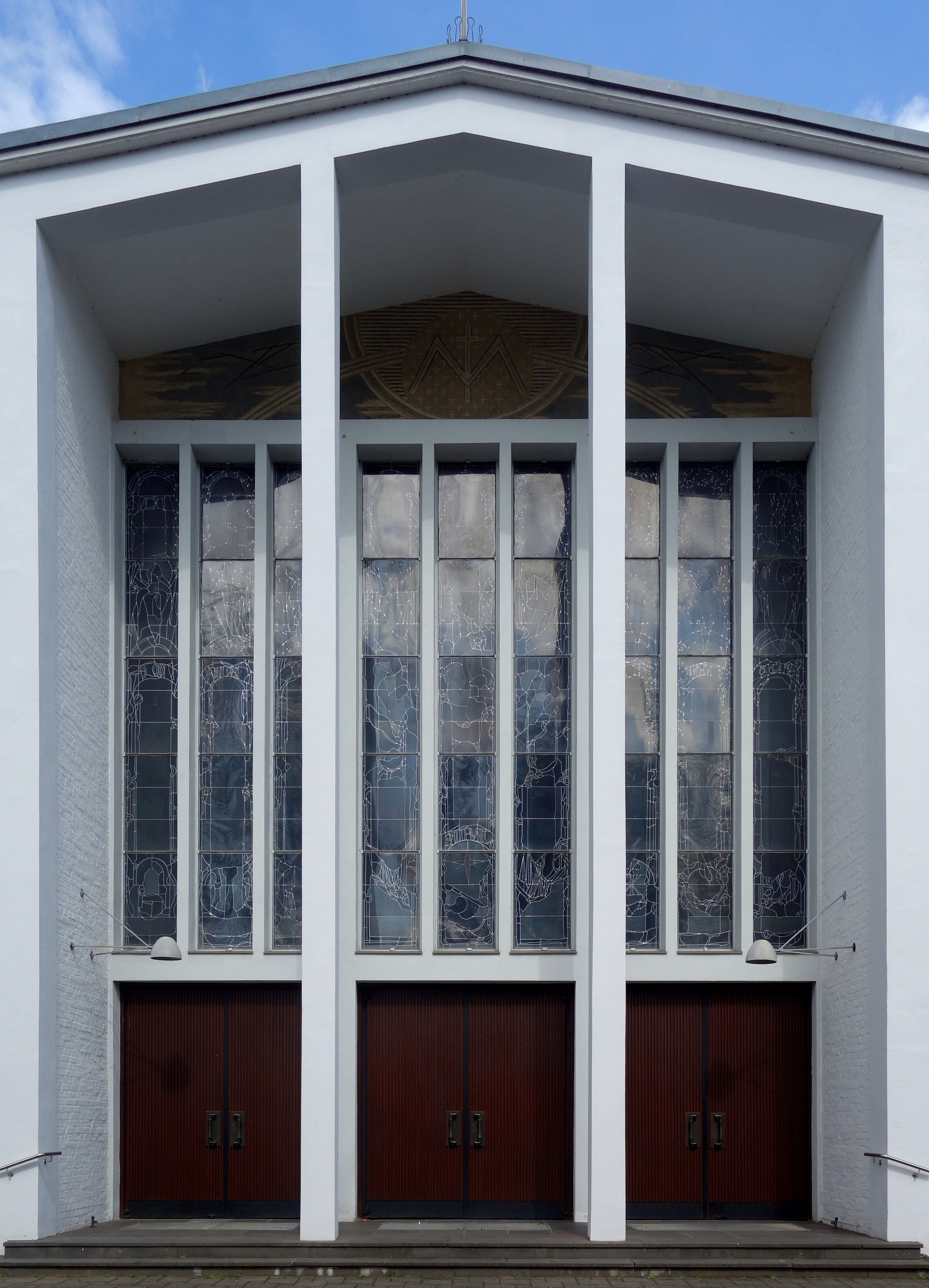
Portal

Die römisch-katholische Kirche St. Marien ist ein denkmalgeschützter Sakralbau im Stadtteil Gronau der großen kreisangehörigen Stadt Bergisch Gladbach im Rheinisch-Bergischen Kreis in Nordrhein-Westfalen. Sie gehört als Filialkirche zur Pfarrei St. Laurentius.

## Geschichte
Mit dem Bevölkerungswachstum in der ersten Hälfte des 20. Jahrhunderts entstanden neue Pfarreien in Bergisch Gladbach, und so wurde Gronau 1926 von der Pfarrgemeinde Bergisch Gladbach als Pfarrrektorat abgepfarrt. Zunächst diente eine kleine Holzkirche als Gemeindekirche. Die Pläne zum Bau der Kirche St. Marien stammen von dem Architekten Bernhard Rotterdam, der das neue Gotteshaus als Nachfolgebau erbauen ließ. 1952 wurde der Grundstein gelegt und in die Wand hinter dem Altar eingemauert. Der Grundstein trägt die Inschrift: Er wohnte in meinem Zelte, schließt euch an ihn an, den lebendigen Stein.
Nachdem die Kirche fertig gestellt worden war, wurde der alte Holzbau abgerissen. Danach wurde der Kirchturm an derselben Stelle errichtet.
1953 wurde die Kirche geweiht. Sie trägt das Patrozinium Mariä Heimsuchung, das Patronatsfest wird am 2. Juli gefeiert. Die Darstellungen in einer Skulptur im Altarraum und in einem Kirchenfensterausschnitt verweisen auf die Begegnung zwischen Maria und Elisabet (Lk 1,39-56 ). Heute ist Gronau wieder Teil der Pfarrgemeinde St. Laurentius Bergisch Gladbach.

## Architektur
Der in moderner Schlichtheit gestaltete einschiffige Bau mit rechteckigem Grundriss, bei dem gerade Linien dominieren,  knüpft an die Tradition der klassischen Basilika an. Das große Portal besteht aus sechs Holztüren, über denen die Wand durch Fenster aufgelöst ist. Die Taufkapelle befindet sich im Kirchturm. Links vom Altar liegt die Sakristei, über der die Orgelempore errichtet ist. Eine zusätzliche Empore befindet sich über dem Eingangsbereich. Auf dessen linker Seite liegt die Seitenkapelle mit einer Strahlenkranzmadonna, die aus der alten Holzkirche stammt, und mit Gedenkkreuzen zu Ehren der im Zweiten Weltkrieg gefallenen Gronauer Soldaten.

## Innenausstattung

### Altarwand
Die Altarwand gestaltete der deutsche Glasmaler Hermann Gottfried, von dem auch die Bleiglasfenster stammen. Das Altarbild zeigt Engel, Flamme, Traube und Ähre als Symbole der Durchdringung von Gott und Mensch. Es stellt Bezüge zwischen Himmel und Erde her und symbolisiert die erlösende Verwandlung der Welt durch Gott. In der Mitte des Bildes ist ein Kreis als ruhender Pol zum Meditieren zu sehen.

### Kirchenfenster
Die Bemalungen der Bleiglasfenster (1979/1980) und der Lichtbänder (1985) sind Werke von Hermann Gottfried zu verschiedenen biblischen Themen.
Fenster im Schiff:
- Gott erschafft die Welt – Adam und Eva
- Gottes Verheißung an Abraham
- Moses mit den Gesetzestafeln und Tanz um das Goldene Kalb
- Resignation und Sendung des Propheten Elija
- Der Neue Bund – Erfüllung durch Jesus Christus (Taufe Jesu im Jordan; Maria bei Elisabeth)

Fensterwand im Altarraum:
- Anbetung des Lammes im Himmlischen Jerusalem (Offb 14,1-5 EU)

Fenster auf der Orgelempore:
- Gregor der Große, Cäcilia von Rom, singende Engel, König David

Fenster auf der Empore:
- Christi Himmelfahrt

Fenster an der Treppe zur Krypta:
- Links: Kreuzigung Christi, Mitte: Einzug in Jerusalem, rechts: Wundersame Brotvermehrung

Fenster in der Kapelle:
- Christi Geburt
- Der gekreuzigte Christus

Lichtbänder in der Kapelle:
- Geistsendung
- Freie Komposition[4]

### Bildergalerie

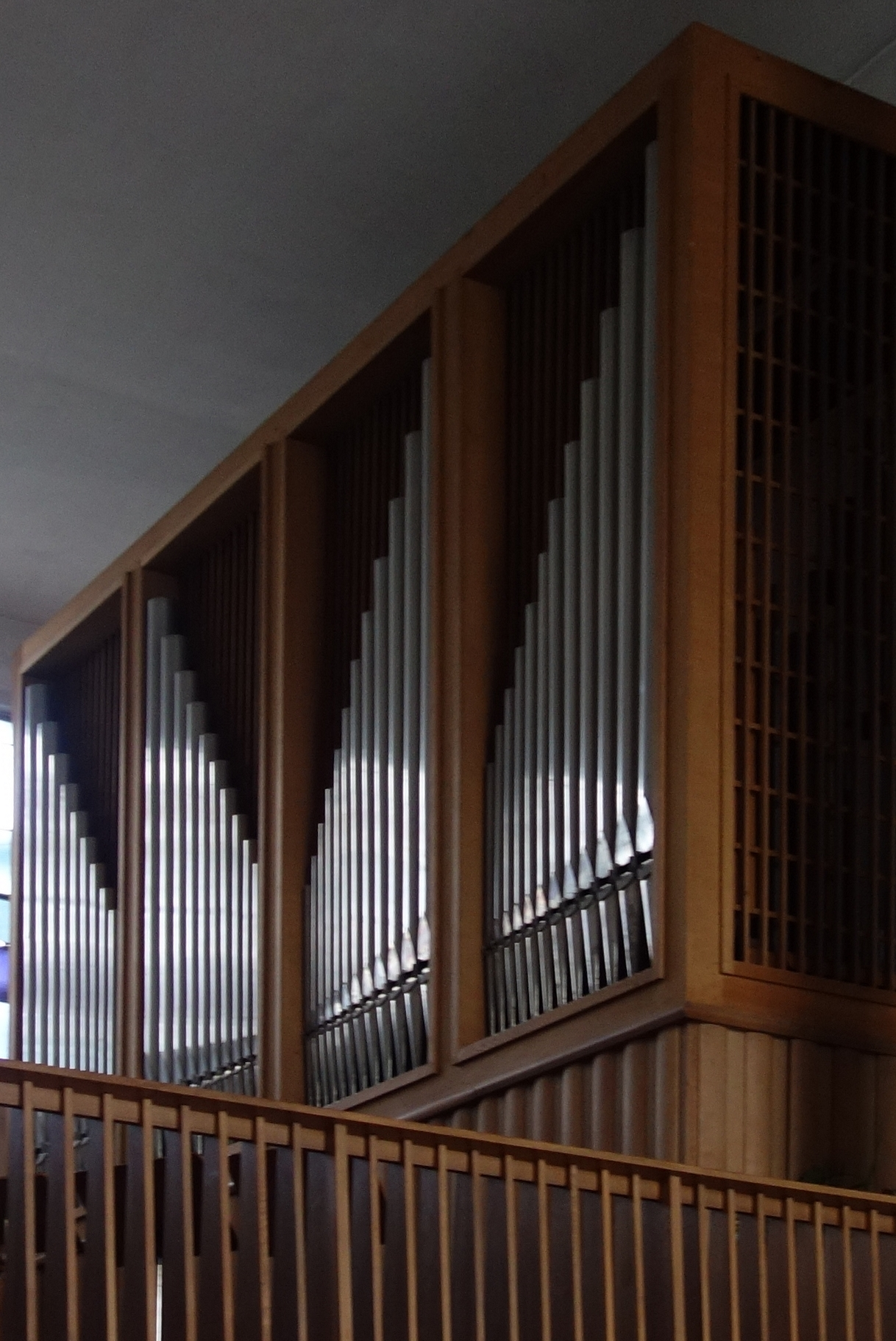
Orgel
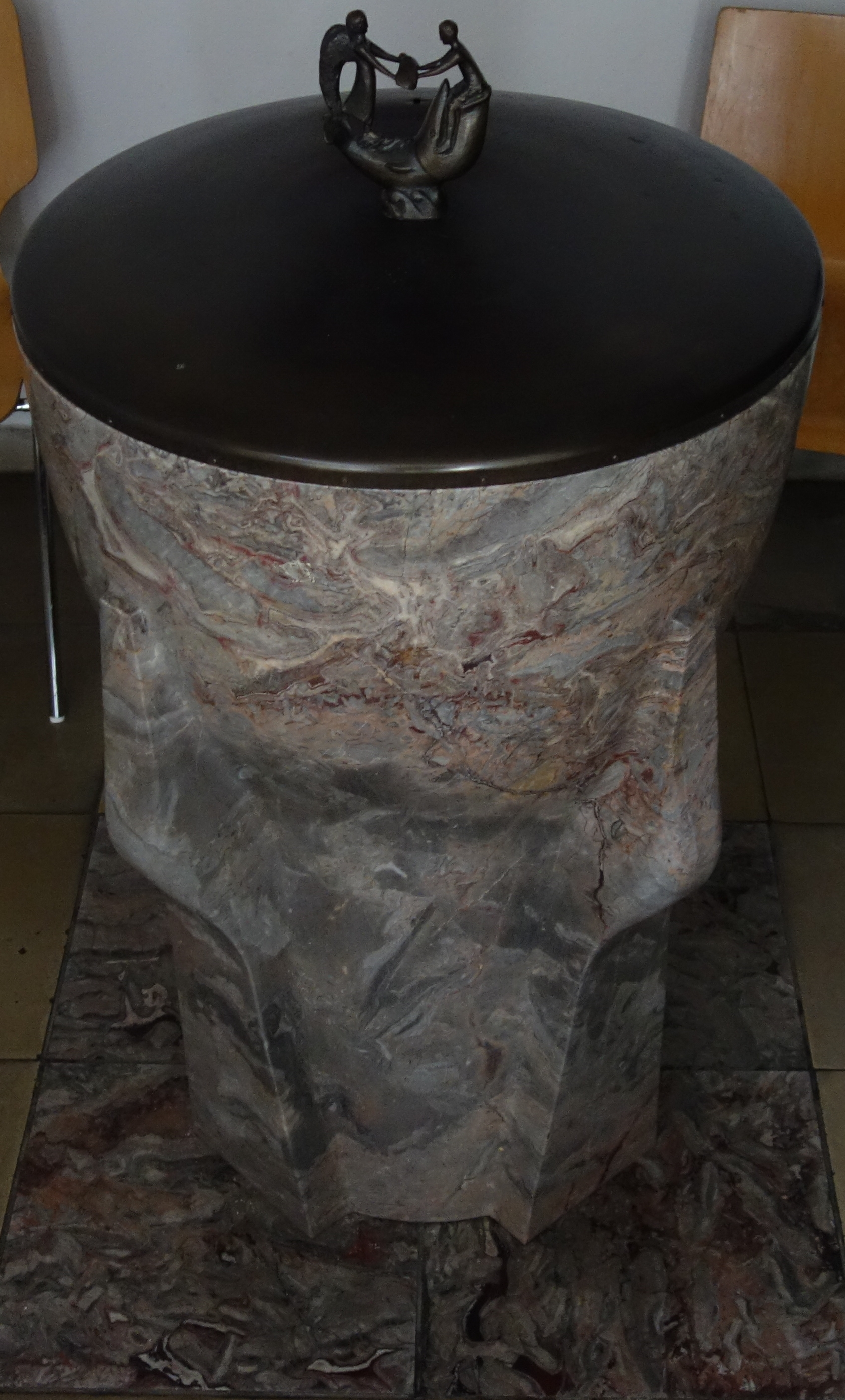
Taufbecken
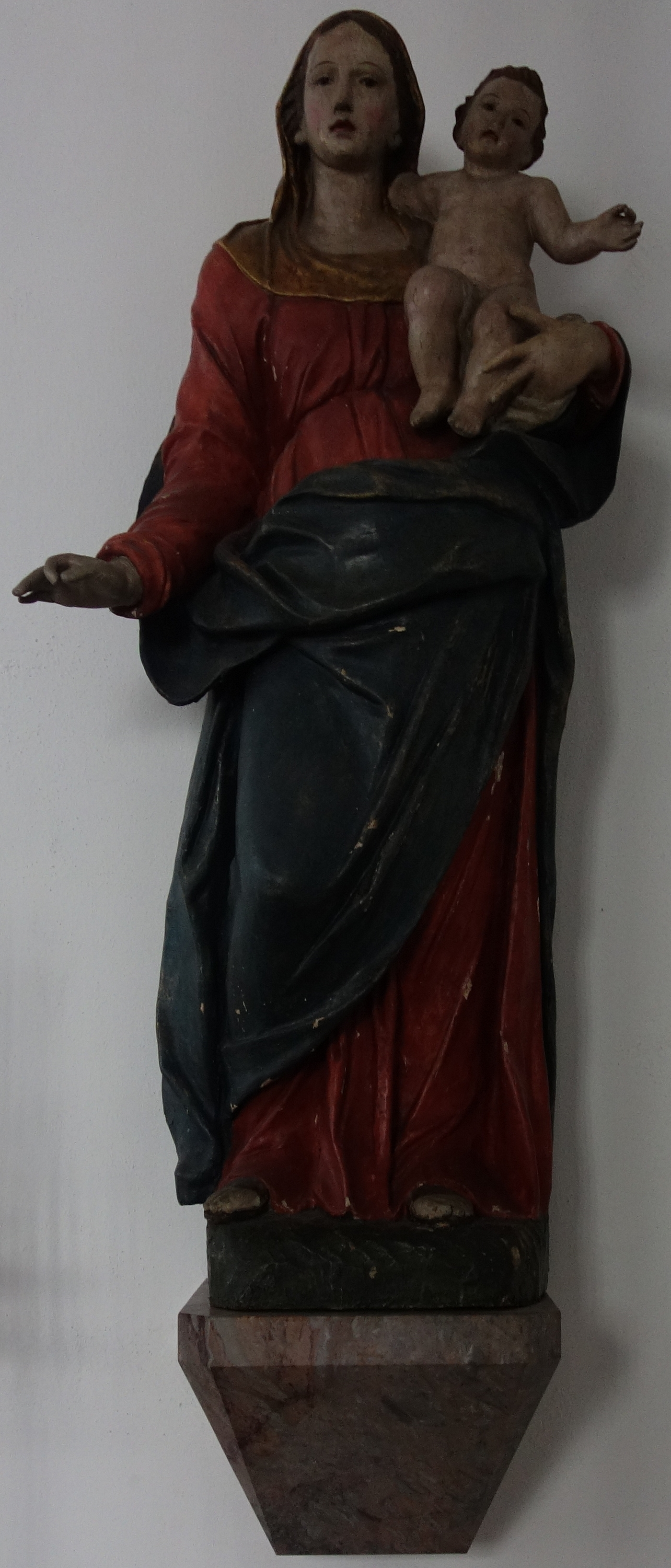
Marienstatue
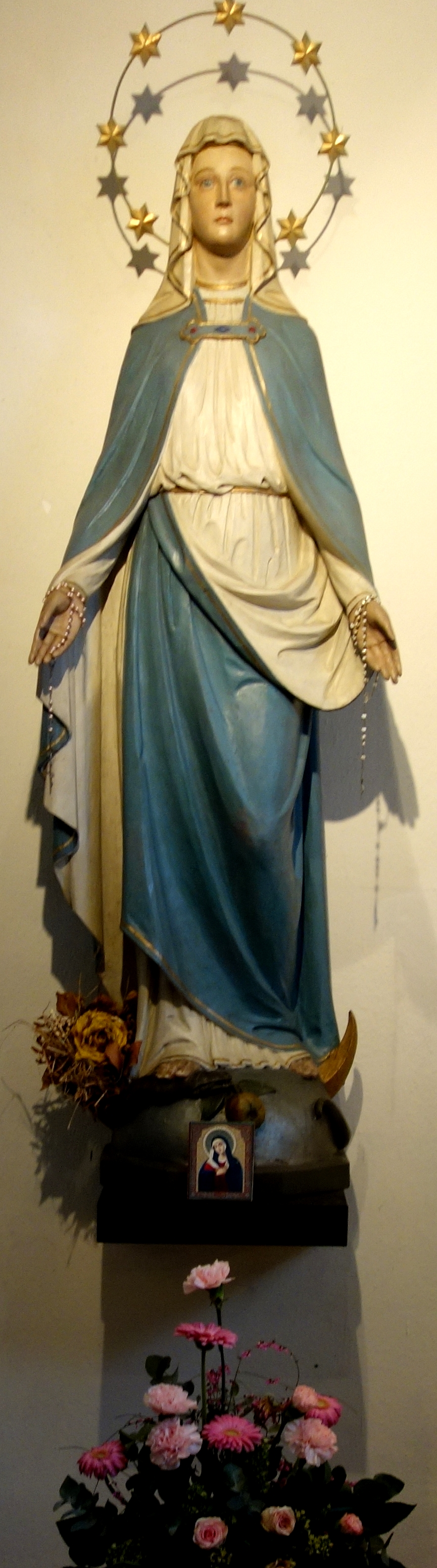
Strahlenkranzmadonna
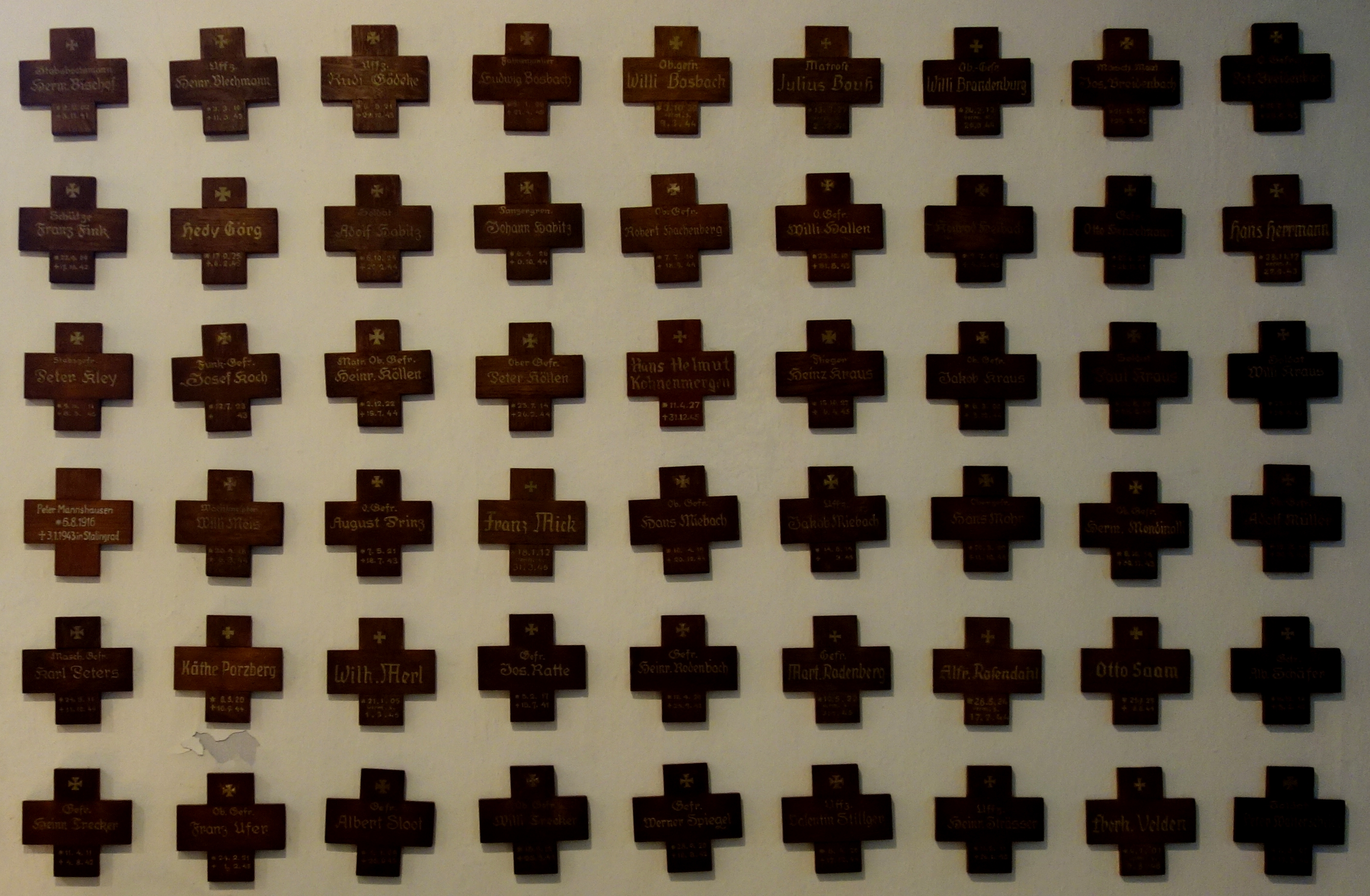
Gedenkkreuze

## Denkmalschutz
Die Kirche St. Marien wurde am 13. Januar 2022 unter der Nummer 219 in die Liste der Baudenkmäler in Bergisch Gladbach eingetragen.